# Welmbüttel
Welmbüttel település Németországban, Schleswig-Holstein tartományban. Lakosainak száma 390 fő (2023. december 31.).

## Népesség
A település népességének változása:
| Lakosok száma | 281  | 432  | 422  | 400  | 402  | 390  |
|               | 1975 | 2017 | 2019 | 2021 | 2022 | 2023 |

## Képgaléria

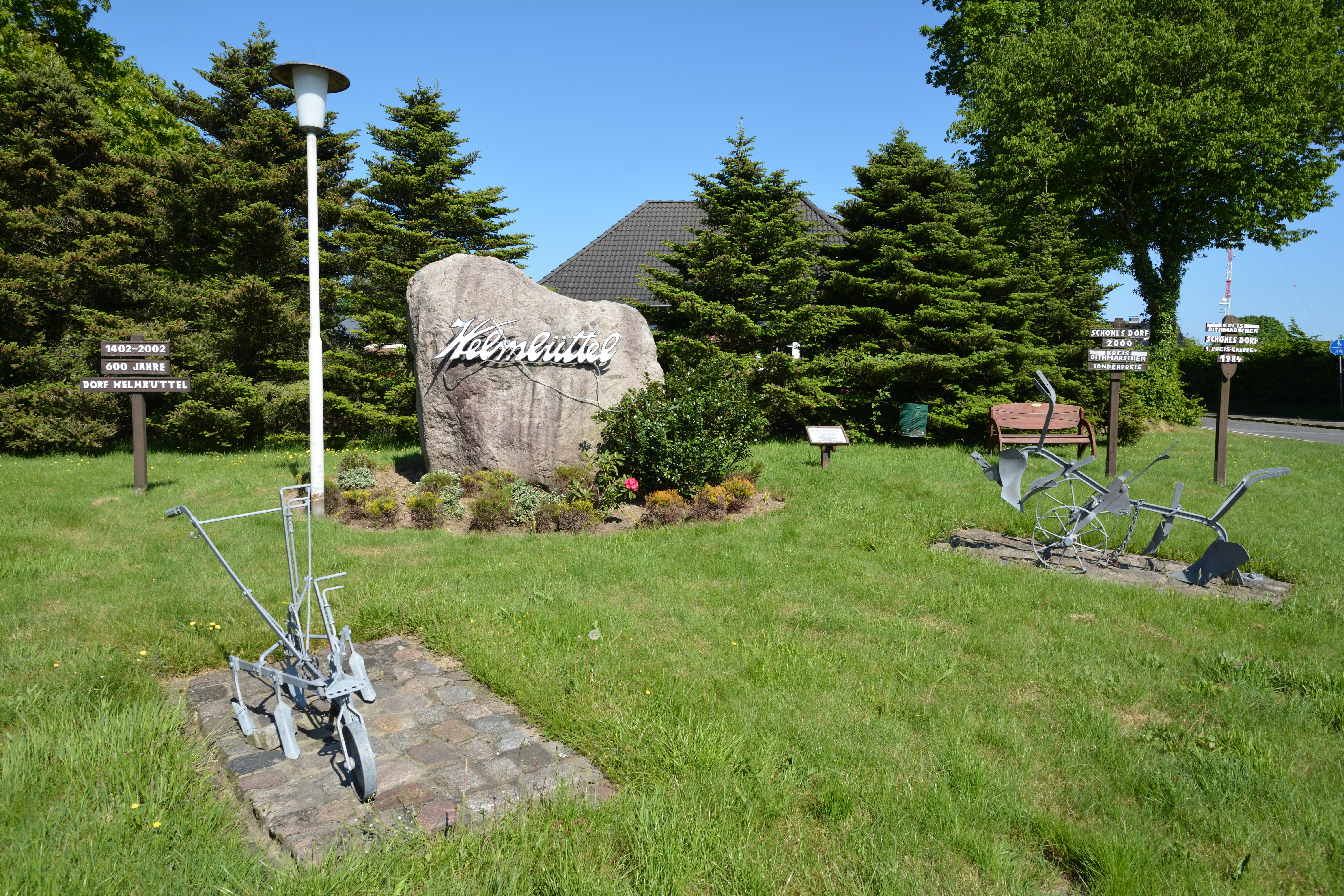
A legnagyobb vándorkő a Dithmarschen körzetben
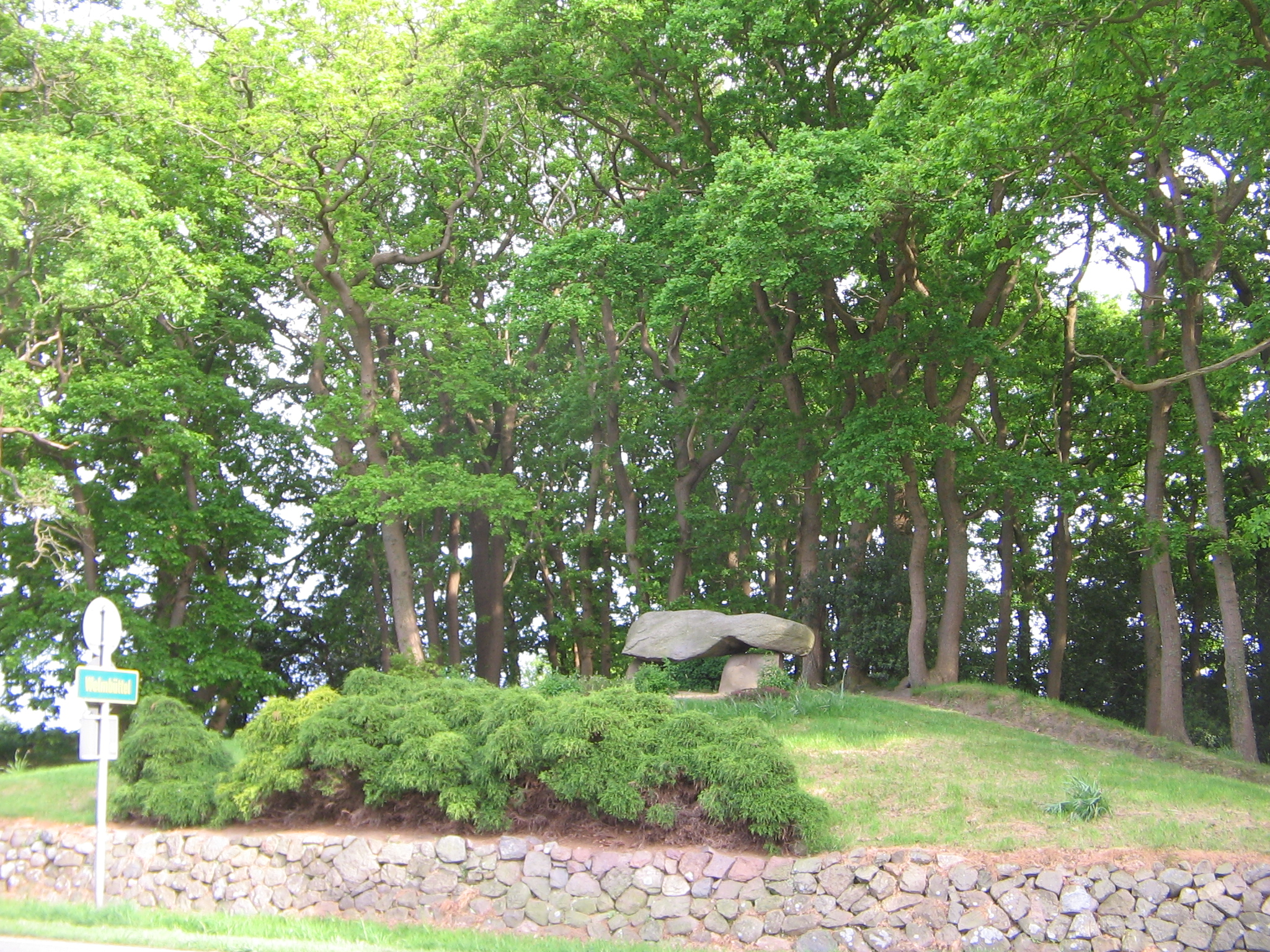
Sírdombok
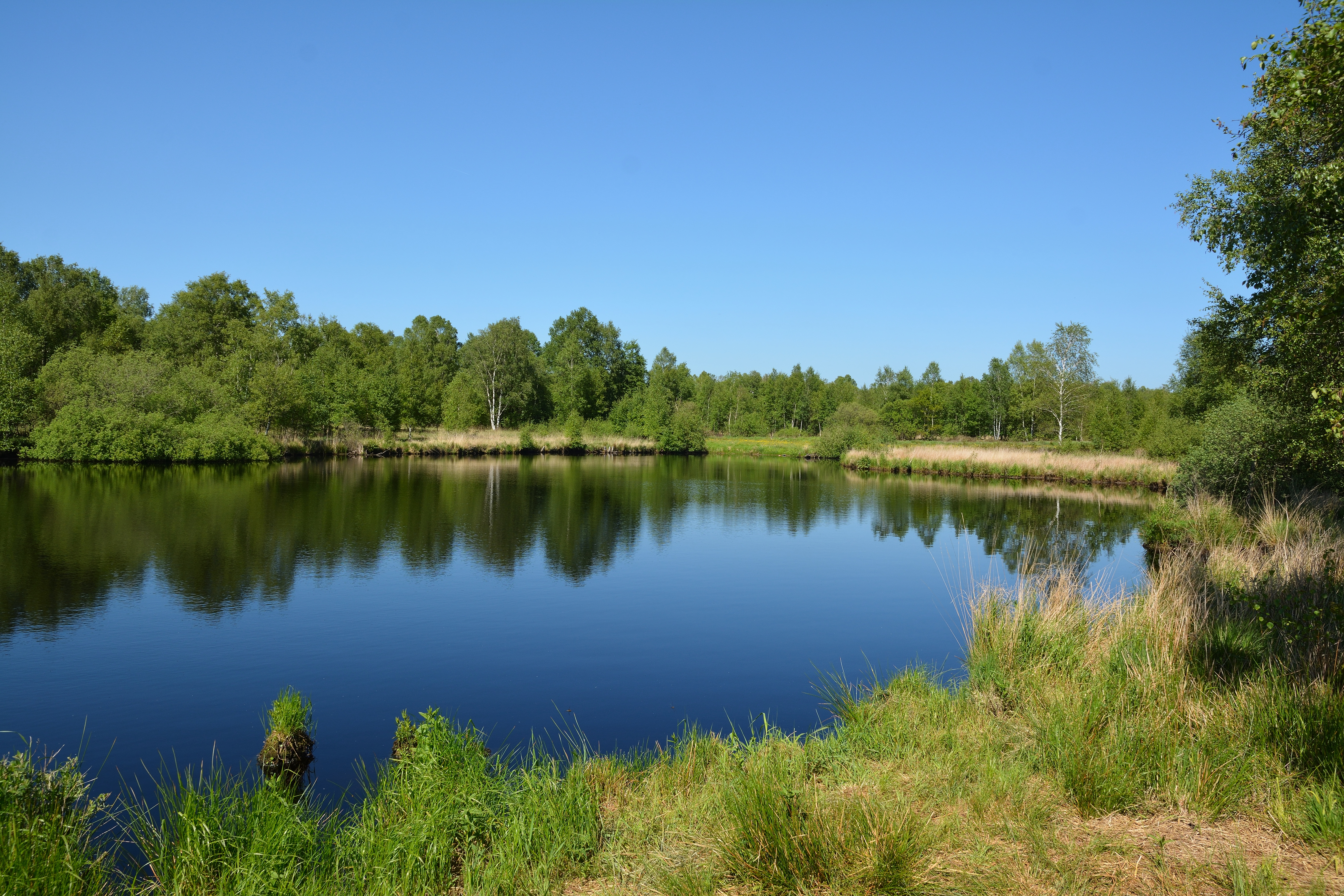
A Welmbütteleri-láp tájvédelmi körzet